# LaQuan Nairn
LaQuan Nairn, né le 31 juillet 1996 à Nassau, est un athlète bahaméen spécialiste du saut en longueur.

## Biographie
Auteur d'un record personnel à 8,22 m le 16 avril 2022 à Walnut, il remporte la médaille d'or des Jeux du Commonwealth 2022, à Birmingham, avec la marque de 8,08 m, devenant le premier bahaméen titré dans cette épreuve.

## Palmarès
| Date | Compétition          | Lieu       | Résultat | Temps  |
| ---- | -------------------- | ---------- | -------- | ------ |
| 2022 | Jeux du Commonwealth | Birmingham | 1er      | 8,08 m |

## Records
| Épreuve          | Performance | Lieu   | Date          |
| ---------------- | ----------- | ------ | ------------- |
| Saut en longueur | 8,22 m      | Walnut | 16 avril 2022 |